# Бытынь (Люблинское воеводство)
Бытынь (пол. Bytyń) — деревня в Влодавском повете Люблинского воеводства Польши. Входит в состав гмины Воля-Ухруска. Находится примерно в 25 км к югу от центра города Влодава. По данным переписи 2011 года, в деревне проживало 363 человека.
В 1975—1998 годах деревня входила в состав Хелмского воеводства.

## Население
Демографическая структура по состоянию на 31 марта 2011 года:
|         | Всего | До трудоспособного возраста | Трудоспособного возраста | Старше трудоспособного возраста |
| ------- | ----- | --------------------------- | ------------------------ | ------------------------------- |
| Мужчины | 183   | 26                          | 131                      | 26                              |
| Женщины | 180   | 24                          | 100                      | 56                              |
| Всего   | 363   | 50                          | 231                      | 82                              |